# Les Mésaventures de P.B. Winterbottom
Les Mésaventures de P.B. Winterbottom (The Misadventures of P.B. Winterbottom) est un jeu vidéo de plates-formes et de réflexion développé par The Odd Gentlemen et édité par 2K Play, sorti en 2010 sur Windows et Xbox 360.

## Accueil
- PC Gamer : 80 %[1]